# Braconinae
De Braconinae zijn een onderfamilie van vliesvleugeligen uit de familie van de schildwespen (Braconidae).

## Geslachten
- Bracon Fabricius, 1804
- Cratocnema Szépligeti, 1914
- Digonogastra Viereck, 1912